# الرياض المالية
الرياض المالية أو الرياض كابيتال هي شركة سعودية ذات مسؤولية محدودة برأس مال مدفوع 200 مليون ريال سعودي مرخصة ومنظمة من قبل هيئة السوق المالية في المملكة العربية السعودية بموجب الترخيص رقم (37-07070) وسجل تجاري رقم 1010239234.

## أهداف الشركة
تهدف إلى تقديم منتجات استثمارية وإدارة الاكتتابات، وإدارة صناديق الاستثمار، وكذلك انشطة التداول المتعلقة بالسوق السعودي للاسهم، ولها تاريخ حافل في إدارة وطرح الاكتتابات للشركات السعودية

## ملكية الشركة
شركة الرياض المالية مملوكة لبنك الرياض، أحد أكبر المؤسسات المالية السعودية، والأكثر انتشاراً في مجال الخدمات المصرفية للأفراد والشركات، لذلك لدى الشركة قاعدة كبيرة من العملاء في غالبية المناطق في السعودية.

## بداية النشاط
بدأ نشاط الخدمات الاستثمارية في بنك الرياض منذ أوائل التسعينات، انتقلت تلك الاستثمارات الي الرياض المالية عقب إنشاء هيئة السوق المالية السعودية CMA والتي تعنى وتشرف على سوق الاسهم السعودي (تداول) بكافة منتجاته ومنها ادوات الأستثمار وانشطة التداول.

## نشاط الشركة
الشركة حاصلة على الترخيص من هيئة السوق المالية السعودية بتقديم المشورة للافراد والشركات وإدارة الاكتتابات والطرح وإدارة الأصول والصناديق الاستثمارية والأنشطة المتعلقة بالتداول في الاوراق المالية المدرجة في السوق والغير مدرجة

## الخدمات
التداول الإلكتروني مباشرة في الاسواق السعودية والخليجية والدولية
- صالات وغرف خاصة مجهزة بالأنظمة التقنية لاستعراض أسعار الأسهم ومؤشراتها بشكل آلي وفوري.
- الاستثمار من خلال مجموعة متنوعة من الصناديق الاستثمارية المحلية والإقليمية والعالمية.
- تقارير متابعة أداء المحفظة الاستثمارية والأرصدة النقدية.
- الحصول على تقارير الرياض المالية اليومية لأسواق المال.

## الشركات التابعة
شركة آجل لإدارة وصيانة المعدات الثقيلة المحدودة تأسسـت الشـركة فـي المملكـة العربيـة السـعودية، ومقـر عملهـا الريـاض، بغـرض حفـظ أصـول صكـوك شـركة آجـل للقيـام بالخدمـات التمويليـة نيابـة عـن حملـة الصكـوك. يبلـغ رأس مالهـا 100,000 ريـال، تسـاهم الشـركة بنسـبة ٪95 منـه.

## الجوائز
تمكنت الرياض المالية لسنوات من الحصول على العديد من جوائز التميز كأفضل صندوق أسهم عالمية متوافقة مع الشريعة الإسلامية، وأفضل صندوق أسهم أوروبية التي تمنحها شركة ليبر التابعة لمجموعة رويترز الدولية.
تم اختيار الصناديق الاستثمارية في الرياض المالية وتتويجها لأكثر من 190 جائزة للأداء وإدارة الاستثمار منذ عام 1998م، وتراوحت ما بين المركز الأول والثاني والثالث، وكانت أحدث الجوائز التي حصدتها الرياض المالية لعام 2014م هي جائزة «ثومسون رويترز» لأفضل الصناديق السعودية أداءً، وذلك بحصول صندوق الرياض للشركات المتوسطة والصغيرة على جائزة المركز الأول لأفضل صناديق الأسهم السعودية أداءً خلال السنوات الثلاث الماضية، بالإضافة إلى تتويج الرياض المالية بشهادة المركز الثاني لصندوق الرياض للنقد ضمن فئة أفضل صناديق أسواق النقد أداءً خلال عام واحد.

## المراكز والفروع
الرياض - جدة - الدمام - الهفوف - المدينة المنورة - مكة -ابها - تبوك - القصيم 

## وصلات خارجية
- موقع شركة الرياض المالية الرسمي
- موقع بنك الرياض